# Klaus von See
Klaus von See (født 10. August 1927 i Altendorf, Niedersachsen; død 30. August 2013 i Frankfurt am Main) var en tysk germanist, nordisk filolog, middelalderforsker (ty. Mediävist), historiker og retshistoriker. Han var professor på Goethe-universitetet i Frankfurt am Main.

## Uddannelse
Klaus von See læste historie, germanistik og nordisk filologi på universitetet i Hamborg og blev dr. phil. i 1953 på disputatsen «Königtum und Staat im skandinavischen Mittelalter» hos historikeren Hermann Aubin. Derefter læste han retsvidenskab og arbejde fra 1957 som videnskabelig assistent på «Germanistisches Seminar» i Hamburg, arbejdet øgede hans interesse i germansk og nordisk filologi.
I 1962 blev von See habiliteret i Kiel med en retshistorisk-filologisk afhandling («Altnordische Rechtswörter. Philologische Studien zur Rechtsauffassung und Rechtsgesinnung der Germanen») hos Hans Kuhn. Umiddelbart derefter blev han professor for germansk filologi på universitetet i Frankfurt am Main. Han havde stillingen til han blev emeriteret i 1995.
Tilbud fra universitetet i Saarbrücken (1963), Köln (1965), Kiel (1968) og Bonn (1976) afviste han og blev i Frankfurt. Forhandlingerne om hans forbliven i Frankfurt, der fulgte på hvert et tilbud fra en anden universitet, førte med sig, at den nordiske afdeling hos det «Tyske Seminar» på universitetet successivt kunne udbygges. Den sidste forhandling i 1976 gav mulighed til at grundlægge et selvstændigt «institut for Skandinavistik». Klaus von See blev den første direktør.
Som samlet redaktør af «Neues Handbuch der Literaturwissenschaft», som omfatter 25 bind, inddelte han håndbogen ikke – som den gamle håndbog udgivet af Oskar Walzel – efter nationallitteraturer, men i komparativt perspektiv efter epoker. Von See stod også bag ideen og konceptionen af DFG («Deutsche Forschungsgemeinschaft»)-langtidsprojektet «Edda-Kommentar» («Kommentar zu den Liedern der Edda»), som han ledede fra begyndelsen i 1993. Syv bind er hidtil udkommet .

## Udmærkelser
Klaus von See var ridder af Dannebrogordenen, Honorary Life Member av Viking Society for Northern Research, London og Ridder af Den Islandske Falkeorden.

## Publikationer (udvalg)
som forfatter
- Altnordische Rechtswörter. Philologische Studien zur Rechtsauffassung und Rechtsgesinnung der Germanen (Hermaea/N.F.; Bd. 16). Niemeyer, Tübingen 1962 (habilitation).
- Germanische Verskunst (Sammlung Metzler). Metzler, Stuttgart 1967.
- Deutsche Germanen-Ideologie. Vom Humanismus bis zur Gegenwart. Athenäum-Verlag, Frankfurt/M. 1970.
- Germanische Heldensage. Stoffe, Probleme, Methoden; eine Einführung. 2. Auflage. VG Athenaion, Wiesbaden 1981, ISBN 3-7997-7032-1 (EA Wiesbaden 1971).
- Barbar, Germane, Arier. Die Suche nach der Identität der Deutschen. Winter, Heidelberg 1994, ISBN 3-8253-0210-5.
- Kommentar zu den Liedern der Edda. Winter, Heidelberg 1997–2012 (7 bind, sammen med Beatrice La Farge, Katja Schulz bl.a.).
- Europa und der Norden im Mittelalter. Winter, Heidelberg 1999, ISBN 3-8253-0935-5.
- Die Göttinger Sieben. Kritik einer Legende (Beiträge zur neueren Literaturgeschichte/3; Bd. 155). 3. Auflage. Winter, Heidelberg 2000, ISBN 3-8253-1058-2 (EA Heidelberg 1997).
- Freiheit und Gemeinschaft. Völkisch-nationales Denken in Deutschland zwischen Französischer Revolution und Erstem Weltkrieg. Winter, Heidelberg 2001, ISBN 3-8253-1217-8.
- Königtum und Staat im skandinavischen Mittelalter. Winter, Heidelberg 2002, ISBN 3-8253-1378-6 (disputats, Hamborg).
- Texte und Thesen. Streitfragen der deutschen uns skandivavischen Geschichte. Winter, Heidelberg 2003, ISBN 3-8253-1433-2 (med et forord af Julia Zernack).
- Ideologie und Philologie. Aufsätze zur Kultur- und Wissenschaftsgeschichte (Frankfurter Beiträge zur Germanistik; Bd. 44). Winter, Heidelberg 2006, ISBN 3-8253-5221-8.

som udgiver
- Neues Handbuch der Literaturwissenschaft. VG Athenaion, Wiesbaden 1972ff (25 bind).
- Die Strindberg-Fehde. Suhrkamp, Frankfurt/M. 1987, ISBN 3-518-38508-9.
- Victor Hehn: Olive, Wein und Feige. Kulturhistorische Skizzen. Insel-Verlag, Frankfurt/M. 1992, ISBN 3-458-33127-1.
- Heinrich Luden, Johanna Schopenhauer: Die Schlacht von Jena und die Plünderung Weimars im Oktober 1807. Winter, Heidelberg 2007, ISBN 978-3-8253-5268-4 (sammen med Helena Lissa Wiessner).

som oversætter
- Das Jütsche Recht. Valdemar II. König von Dänemark („Den Jyske Lov“). Böhlau, Weimar 1960 (fra gammeldansk).